# Cleveland Heights (Ohio)
Cleveland Heights es una ciudad ubicada en el condado de Cuyahoga en el estado estadounidense de Ohio. En el Censo de 2010 tenía una población de 46121 habitantes y una densidad poblacional de 2.191,68 personas por km².

## Geografía
Cleveland Heights se encuentra ubicada en las coordenadas 41°30′40″N 81°33′42″O / 41.51111, -81.56167. Según la Oficina del Censo de los Estados Unidos, Cleveland Heights tiene una superficie total de 21.04 km², de la cual 21 km² corresponden a tierra firme y (0.22%) 0.05 km² es agua.

## Demografía
Según el censo de 2010, había 46121 personas residiendo en Cleveland Heights. La densidad de población era de 2.191,68 hab./km². De los 46121 habitantes, Cleveland Heights estaba compuesto por el 49.83% blancos, el 42.47% eran afroamericanos, el 0.16% eran amerindios, el 4.12% eran asiáticos, el 0.01% eran isleños del Pacífico, el 0.6% eran de otras razas y el 2.81% pertenecían a dos o más razas. Del total de la población el 1.96% eran hispanos o latinos de cualquier raza.